# أريدي روبيلني
أريدي روبيلني (الاسم العلمي:Aerides roebelenii) هو نوع من النباتات يتبع جنس الأريدي من الفصيلة السحلبية.